# Kroktjärnen (Umeå socken, Västerbotten)
Kroktjärnen är en sjö i Umeå kommun i Västerbotten och ingår i Tavelån-Umeälvens kustområde.